# Leśniczówka (województwo opolskie)
Leśniczówka – osada w Polsce położona w województwie opolskim, w powiecie brzeskim, w gminie Lewin Brzeski.
Osada leży przy drodze krajowej nr 94.
W latach 1975–1998 miejscowość administracyjnie należała do ówczesnego województwa opolskiego.